# Pop in Wonderland
Pop in Wonderland est un groupe belge de pop, actif entre 1992 et 2006.

## Histoire
Le groupe est formé en 1992, et se fait connaitre en 1994 avec une performance au Marktrock de Louvain. Après la sortie de quelques singles, le groupe sort son premier album studio, The Love Trip, en 1993.
Meredith Vets (chant) et Rudolf Hecke (guitare, chansons) voyagent de concert en concert dans une camionnette hippie orange fluorescente jusqu'en 1997. Ils sont surtout connus pour leurs concerts, toujours accompagnés d'instruments de musique exotiques, de bulles de savon, de feux d'artifice et de couleurs joyeuses. Le groupe a joué au Hard Rock Cafe d'Anvers, a été invité à Maanrock et a obtenu plusieurs Artist Passes au Marktrock.
En 1997, après la sortie du single Working on Love, le groupe décide d'entamer une phase de renaissance. Un an plus tard, le morceau Grow a Baby, repris dans l'émission Soundmix par Kathleen Aerts de K3, se classe dans l'Ultratop 50. En 1999, Rudolf se lance dans de nouveaux projets tels que Kite et The Incredible Time Machine. En 2006, Pop in Wonderland sort son quatrième album, The Hit Singles Collection, immédiatement suivi du single Bubbles of Time. Entre-temps, PIW travaille avec le producteur David Poltrock — connu pour Hooverphonic, Stash, Tom Helsen et Els De Schepper, entre autres — qui lui apporte une influence plus lounge et cinématographique. Le groupe cesse ses activités en 2006.

## Activités parallèles
Meredith Vets épouse Rudolf Hecke en 2011. 
Meredith s'engage dans une nouvelle voie en 2011 en tant qu'equicoach. Elle est l'auteure de quelques livres, et se déplace en séance de dédicaces au stand 201 de l'Antwerp Expoen 2016<. En 2021, elle publie son livre De Vuurvrouw.
Rudolf Hecke, lui, dirige le studio d'enregistrement Factasy depuis 2000 et se produit avec The Incredible Time Machine depuis 12 ans. En 2012, il publie son premier livre, la première biographie originale en néerlandais sur Serge Gainsbourg. En 2016, il publie son premier roman Wondenland (Vrijdag Vrijdag Publishers) en collaboration avec le professeur Dirk De Wachter, et en 2017 Parcours Gainsbourg (EPO Publishers). Il parcourt la Flandre et les Pays-Bas avec des conférences musicales sur Gainsbourg. Il signe un nouveau projet musical, De Havilland, avec Sony. En 2019, son livre The Sixties est publié et en 2020, le troisième volet de sa trilogie Gainsbourg Gainsbourg, tekst en uitleg est publié par la maison d'édition EPO. Entre-temps, il sortira également deux singles avec Elsje Helewaut, collaborera avec Vera Coomans et sortira le premier EP de De Havilland.

## Discographie

### Albums studio
- 1993 : The Love Trip
- 1995 : Barbarella Butterfly
- 1996 : Sunshine Pilots
- 2006 : The Hit Singles Collection

### Singles
- 1992 : Fall into Dreams / Back
- 1993 : Something Hit My Dream
- 1993 : The Love Trip / Changes
- 1993 : Spin the Wheel / Feel Alike
- 1994 : Grow A Baby
- 1994 : Freaks Elevation Party
- 1995 : Beautiful People (avec Melanie) / Moonray
- 1995 : The Only Power
- 1995 : Love Chant
- 1995 : Dwarfed by Love
- 1996 : Ahead of My Dream
- 1996 : Free Flight
- 1996 : Who Am I ?
- 1997 : Working on Love
- 2006 : Bubbles of Time